# Lamine Diatta
Lamine Diatta (ur. 2 lipca 1975 w Dakarze) – piłkarz senegalski grający na pozycji prawego obrońcy.

## Kariera klubowa
Diatta urodził się w Dakarze, ale z czasem wyemigrował do Francji. Piłkarską karierę rozpoczął w małym amatorskim klubie o nazwie FC Bassin Arcachon. W 1996 roku przeszedł do Toulouse FC i początkowo występował w rezerwach, a w 1998 roku awansował do składu pierwszej drużyny. W Ligue 1 zadebiutował 18 października w wygranym 2:1 domowym spotkaniu z Bastią. W klubie z Tuluzy grał w pierwszym składzie, jednak zajął on ostatnią pozycję w lidze i został zdegradowany do Ligue 2.
Latem 1999 Diatta przystał na propozycję z Olympique Marsylia. Jednak w Olympique przebywał tylko do października i nie zaliczył żadnego oficjalnego spotkania. Jego nowym klubem został Stade Rennais FC. W Rennes stał się czołową postacią zespołu i występował w tym bretońskim zespole przez 5 sezonów. W 2001 roku zajął z nim 6. miejsce w Ligue 1, co było najlepszym wynikiem w ciągu pobytu w Rennes. Dla „czerwono-czarnych” rozegrał 129 spotkań ligowych i zdobył 9 bramek.
Latem 2004 Diatta na zasadzie wolnego transferu zasilił szeregi Olympique Lyon. W zespole ówczesnego mistrza Francji zadebiutował 11 września w wygranym 2:1 wyjazdowym meczu z Rennes. Z Lyonem dwukrotnie z rzędu w latach 2005 i 2006 zdobywał mistrzostwo kraju, ale był tylko rezerwowym i przegrywał wówczas rywalizację z reprezentantem Francji, Anthonym Réveillère'em.
W 2006 roku Diatta odszedł z Lyonu i trafił do AS Saint-Étienne, gdzie spędził jeden sezon. Następnie za darmo odszedł do tureckiego Beşiktaşu JK, z którym odpadł w fazie grupowej Ligi Mistrzów. W 2008 roku przeszedł do Newcastle United, ale zaliczył tam tylko dwa spotkania. W 2009 roku krótko był piłkarzem Hamilton Academical F.C., ale nie rozegrał w nim żadnego spotkania. Następnie był piłkarzem takich klubów jak: Al Ahli Ad-Dauha, Étoile du Sahel i Doncaster Rovers.
| Sezon   | Klub                     | Kraj    | Rozgrywki      | Mecze | Bramki |
| ------- | ------------------------ | ------- | -------------- | ----- | ------ |
| 1997/98 | Toulouse FC B            | Francja | CFA            | 28    | 0      |
| 1998/99 | Toulouse FC              | Francja | Ligue 1        | 25    | 0      |
| 1999/00 | Olympique Marsylia       | Francja | Ligue 1        | 0     | 0      |
| 1999/00 | Stade Rennais FC         | Francja | Ligue 1        | 33    | 3      |
| 2000/01 | Stade Rennais FC         | Francja | Ligue 1        | 23    | 2      |
| 2001/02 | Stade Rennais FC         | Francja | Ligue 1        | 21    | 1      |
| 2002/03 | Stade Rennais FC         | Francja | Ligue 1        | 20    | 0      |
| 2003/04 | Stade Rennais FC         | Francja | Ligue 1        | 32    | 3      |
| 2004/05 | Olympique Lyon           | Francja | Ligue 1        | 19    | 0      |
| 2005/06 | Olympique Lyon           | Francja | Ligue 1        | 13    | 0      |
| 2006/07 | AS Saint-Étienne         | Francja | Ligue 1        | 25    | 1      |
| 2007/08 | Beşiktaş JK              | Turcja  | Superliga      | 19    | 5      |
| 2007/08 | Newcastle United         | Anglia  | Premiership    | 2     | 0      |
| 2008/09 | Hamilton Academical F.C. | Szkocja | Premier League | 0     | 0      |
| 2008/09 | Al Ahli Ad-Dauha         | Katar   | Q-League       | ?     | ?      |
| 2009/10 | Al Ahli Ad-Dauha         | Katar   | Q-League       | 0     | 0      |
| 2010/11 | Étoile du Sahel          | Tunezja | CLP 1          | 7     | 0      |
| 2011/12 | Doncaster Rovers         | Anglia  | League One     | 0     | 0      |

## Kariera reprezentacyjna
W reprezentacji Senegalu Diatta zadebiutował w 2000 roku. W 2002 roku Bruno Metsu zabrał go na Mistrzostwa Świata 2002. Lamine był tam podstawowym zawodnikiem "Lwów z Terangi". Wystąpił najpierw we wszystkich trzech meczach grupowych: wygranym 1:0 z Francją, zremisowanym 1:1 z Danią oraz zremisowanym 3:3 z Urugwajem. Następnie wraz z rodakami wyeliminował w 1/8 finału Szwecję (2:1 po dogrywce), a następnie zagrał w ćwierćfinale z Turcją.
W 2002 roku Diatta po raz pierwszy wystąpił w Pucharze Narodów Afryki i wywalczył na nim wicemistrzostwo kontynentu (0:0 i 2:3 w karnych z Kamerunem). W 2004 roku dotarł z Senegalem do ćwierćfinału, a w 2006 roku na PNA w Egipcie zajął z Senegalem 4. pozycję. W 2008 roku został powołany przez Henryka Kasperczaka do kadry na kolejny PNA.